# Melita Norwood
Melita Norwood, geborene Melita Stedman Sirnis (* 25. März 1912 in Pokesdown, Dorset; † 2. Juni 2005 in London) war eine britische Sekretärin, die bei der British Non-Ferrous Metals Research Association (BNF; britischer Forschungsverband zu Nichteisenmetallen) tätig war. Sie spionierte mehr als 40 Jahre für das NKWD, die GPU, das MGB (sowjetisches Ministerium für Staatssicherheit) und für den KGB.

## Leben
Melita Norwood war Tochter eines lettischen Vaters und einer britischen Mutter. Der Vater druckte Artikel von Lenin und Trotzki in der von ihm herausgegebenen Zeitung The Southern Worker and Labour and Socialist Journal nach und verteilte sie an lokale Mitglieder der Kommunistischen Partei, sodass sein Haus bald als russische Kolonie bekannt war. Nach dem Abschluss der Itchen Secondary School studierte sie in Southampton ein Jahr Latein und Logik, bevor sie nach London ging, um eine Arbeit anzunehmen.
In den 1930er Jahren trat sie der Independent Labour Party bei. Als diese sich 1936 teilte, trat sie der britischen Kommunistischen Partei bei, ohne dass dies je bekannt wurde. 1935 wurde sie von Andrew Rothstein (1898–1994), einem der Gründer der Kommunistischen Partei, dem NKWD, der Vorläuferorganisation des KGB empfohlen. Zu diesem Zeitpunkt arbeitete sie bereits fünf Jahre bei der Forschungsvereinigung (British Non-Ferrous Metals Research Association) als Sekretärin. Ebenfalls 1935 heiratete sie Hilary Norwood, ursprünglich Nussbaum, einen Mathematiklehrer und Funktionär der Lehrergewerkschaft. 1937 kaufte sie mit ihm eine schlichte Doppelhaushälfte in Bexleyheath, einem südlichen Vorort von London, wo sie ein unspektakuläres Leben führten.
Anfangs gehörte sie einem Spionagering im Woolwich Arsenal an, von dem drei Mitglieder jedoch im Januar 1938 festgenommen und zu drei Monaten Gefängnis verurteilt wurden. MI5 hatte jedoch versäumt, ein Ringbuch des Leiters des Spionagerings Percy Glading auszuwerten. Als durch die Säuberungswellen in Moskau das NKWD sie zeitweilig nicht mehr führen konnte, übernahm sie der GRU, der militärische Geheimdienst der Sowjetunion. Auf vielen verschwiegenen Wegen übermittelte sie Akten äußerster Geheimhaltungsstufe zur britischen Atombombenforschung, damals als Tube Alloys bezeichnet, die über ihren Schreibtisch als Sekretärin des Institutsdirektors gingen. Die Dokumente ermöglichten der Sowjetunion, eine Kopie der britischen Bombe innerhalb eines Jahres zu bauen und ihren technologischen Rückstand binnen zwei Jahren aufzuholen. 
Sie wurde im Laufe ihrer langen Agententätigkeit unter verschiedenen Decknamen geführt, zuletzt „Hola“. 1965 identifizierte sie der British Security Service, verzichtete jedoch darauf, sie zu verhören, um seine Ermittlungsmethoden nicht aufzudecken. 1972 ging sie in Rente. 1979 war sie zum letzten Mal in der Sowjetunion. 1986 starb ihr Ehemann, der ihren Verrat missbilligte, aber zeitlebens darüber geschwiegen hatte. Niemand hatte sonst je davon erfahren, auch ihre Tochter nicht.
1992 wechselte der frühere Chefarchivar des KGB Wassili Mitrochin die Seiten und brachte eine lange Liste sowjetischer Agenten mit in den Westen. Auf ihr war auch der Name von Melita Norwood. Diese wurde jedoch vom MI5 oder einem Staatsanwalt nie belangt, weil man sich nach längerer Diskussion entschied, den Fall nicht noch einmal aufzurühren.
Norwood betrachtete sich nicht als Spionin, besaß kein Schuldbewusstsein, da sie den Standpunkt vertrat, die Sowjetunion sei ein junges Experiment, das für seine Bürger Ernährung, Bildung und Gesundheitsvorsorge betreibe und von den USA und Großbritannien durch die Atom- und Wasserstoffbombe bedroht sei. Sie habe nur helfen wollen, deren Ebenbürtigkeit herzustellen. Ihre Motive, ihre politischen Überzeugungen und ihr Lebensstil unterschieden sich stark von den Cambridge Five. Sie weigerte sich bis zuletzt, Agentenlohn anzunehmen. Ausgezeichnet mit dem Rotbannerorden, dem höchsten Militärorden der Sowjetunion, war sie eine der wertvollsten Agenten des KGB während des Kalten Krieges.

## Mediale Darstellungen
Norwoods Leben bildet die Grundlage des fiktiven Romans Red Joan. Auf diesem wiederum basiert der 2018 erschienene Film Geheimnis eines Lebens.